# Gandhinagar
Gandhinagar (in gujarati ગાંધીનગર) è una città dell'India di 195.891 abitanti, capoluogo del distretto di Gandhinagar, nello stato federato del Gujarat di cui è capitale. In base al numero di abitanti la città rientra nella classe I (da 100.000 persone in su).

## Geografia fisica
La città è situata a 23° 13' 0 N e 72° 40' 60 E e ha un'altitudine di 80 m s.l.m..

## Società

### Evoluzione demografica
Al censimento del 2001 la popolazione di Gandhinagar assommava a 195.891 persone, delle quali 103.814 maschi e 92.077 femmine. I bambini di età inferiore o uguale ai sei anni assommavano a 21.976, dei quali 12.333 maschi e 9.643 femmine. Infine, coloro che erano in grado di saper almeno leggere e scrivere erano 153.025, dei quali 85.444 maschi e 67.581 femmine.

## Cultura

### Istruzione

#### Università
Gandhinagar è sede della Gujarat Maritime University, fondata nel 2017.